# Bandy i Sovjetunionen
Bandy i Sovjetunionen var en ganska stor sport och Sovjetunionen var länge överlägsen som världens bästa bandynation. Under 1920-talet och 1930-talet började även damernas bandy uppmärksammas i Sovjetunionen.

## Historia
I Ryssland har det spelats bandy sedan 1800-talet och ryssarna menar ofta att sporten har sitt ursprung i landet. Den kallas också för "rysk hockey".
1917 genomfördes ryska revolutionen, följd av ryska inbördeskriget, och Ryssland blev 1922 Sovjetunionen. Med tiden tappades kontakten med omvärldens bandy, och skillnaderna i regler blev stora. Som mycket annan sport i Sovjetunionen ingick bandy ibland då sovjetisk militär tränade. Bandy ingick även i den sovjetiska "vintersportveckan". 1922 spelade Ryska SFSR sitt första bandymästerskap. lag från Moskva, Tver, Saratov, Mykolajiv och Charkiv deltog. Moskvalag vann turneringen. Till mitten av 1930-talet hölls ytterligare sex tävlingar. I februari 1927 fick Leningrad och Ryska SFSR:s lag besök av ett svenskt arbetarlag. Matchen spelades med "svenska regler", men vannas av Ryska SFSR:s lag med 11-0.
1928 bildades ett gemensamt sovjetiskt förbund för bandy och landhockey. 1928 och 1933 hölls sovjetiska stads- och Sovjetrepubliksmästerskap. Ryska SFSR, som vann, representerades av lag från Moskva och Leningrad. I slutet av 1928 vann Leningradspelarna mot ett lag från Ukrainska SSR med 5-0 men 1933 förlorade de med 0-1 mot Moskva.
Ett kombinerat sovjetiskt landslag bildades 1928. I februari 1928 deltog laget i arbetarnas internationella sportvecka i Oslo i Norge och spelade sedan inofficiella matcher i Norge och Finland. Sovjetunionen vann. Efter det minskade Sovjetunionens internationella bandykontakter fram till mitten av 1950-talet. 
1935 vann ett kombinerat "Dynamo-lag" ett sovjetiskt "allunionellt mästerskap", där fyra lag deltog.
1936 spelades det första sovjetiska mästerskapet i bandy, och vanns av Dynamo Moskva. På grund av oroligheter och krig spelades inte andra mästerskapet förrän 1950, men sedan kunde man börja arrangera mästerskapet årligen. Ishockey, som hade introducerats i Sovjetunionen på 1940-talet, administrerades från början i det sovjetiska hockeyförbundet men bröts ut 1967 varefter förbundet fick namnet Förbundet för bandy och landhockey SSSR.
Fram till slutet 1970-talet vann bara tre klubbar mästerskapet: Dynamo Moskva, CSKA Moskva och SKA Sverdlovsk, men sedan vann Dynamo Alma-Ata, HK Zorkij från Krasnogorsk och HK Jenisej Krasnojarsk. 1937-1941, 1945-1954 och återigen från 1983 hölls även en cupturnering.
1954 upptogs kontakten mellan det dåvarande Sovjetunionen och övriga världen inom bandy. 1955 bildades världsbandyförbundet "Federation of International Bandy" med det sovjetiska bandyförbundet Förbundet för bandy och landhockey SSSR som en av fyra ursprungliga medlemmar. Samma dag, den 12 februari, möttes Sverige och Sovjetunionen i en landskamp i Stockholm. Matchen slutade 2-2. Sovjetunionen vann även det första VM i bandy 1957. Rossijaturneringen 1974 vanns av Sverige. Därefter dröjde det ända till 1990 innan Sovjetunionen inte vann den turneringen igen. 1975 förlorade Sovjetunionen för första gången en VM-match, vilket skedde mot Sverige, men Sovjetunionen vann till slut VM. Sverige blev 1981, då VM spelades i Chabarovsk i de östra delarna av det dåvarande Sovjetunionen, för första gången världsmästare. Sovjetunionen hade vunnit alla tidigare VM sedan starten 1957. 1990 spelade för första gången ett sovjetiskt damlandslag bandylandskamper.
När Sovjetunionen upplöstes 1991, blev det sovjetiska landslaget kortvarigt ett landslag för Oberoende staters samvälde, men spelade sin sista match i februari 1992. Sedan dess har Ryssland och så småningom även många av de övriga tidigare sovjetdelstaterna uppträtt som egna bandynationer.